# Rick Hall
Rick Hall (Tishomingo County, 31 januari 1932 – Muscle Shoals, 2 januari 2018) was een Amerikaanse muziekproducent die bekend is geworden met zijn FAME Studios en als grondlegger van de Muscle Shoals Sound.

## Vroege jaren
Hij werd geboren in Tishomingo County in Mississippi en groeide op in Franklin County in Alabama. Zijn vader werkte in een houtzagerij, verdiende daar zo slecht dat het gezin in armoede leefde. Dat gaf hem een zekere bitterheid, maar ook een gedrevenheid om te slagen in het leven. Nadat zijn jongere broertje was overleden, verliet zijn moeder het gezin en groeide hij op met zijn vader en zus en later stiefmoeder.

## Spar Music
Als tiener verhuisde hij naar Rockford in Illinois om daar stage te lopen als gereedschapmaker. Toen hij werd opgeroepen voor de Koreaanse Oorlog werd hij dienstweigeraar. Hij keerde daarna terug naar Alabama. Daar speelde hij basgitaar met saxofonist Billy Sherrill en zanger Dan Penn in hun R&B-band, The Fairlanes. In 1959 waren Tom Stafford en James Joiner een opnamestudio begonnen, Spar Music. Toen Joiner zich terugtrok, benaderde Stafford Hall en Sherrill die zich aansloten bij Spar Music in Florence, boven de apotheek van de vader van Stafford. In 1960 namen zij Sally Sue Brown op van Arthur Alexander. De studio heette ondertussen Florence Alabama Music Enterprises, afgekort FAME.
Hall werkte toen nog bij Reynolds Metals Company in Muscle Shoals. Daar leerde hij in deze periode zijn vrouw kennen, Faye Marie. Na een huwelijk van anderhalf jaar verongelukte zij echter tijdens een verkeersongeval toen zij op weg waren naar een concert van Benny Martin in  Hamilton. Korte tijd later kwam zijn vader om bij een ongeval met de tractor die Hall voor hem had gekocht.

## FAME
Niet lang daarna in 1961 kwam het ook nog tot een breuk met Stafford en Sherrill waarbij Hall de naam FAME meenam. Voor een maand of drie gaf hij zich over aan drank en leefde vanuit zijn auto. Uiteindelijk begon hij echter zijn eigen studio in Muscle Shoals met Dan Penn en diens The Pallbearers als studioband. In 1961 nam hij daar You Better Move On op met Arthur Alexander en sessiemuzikanten Norbert Putnam, David Briggs, Jerry Carrigan, Earl "Peanut" Montgomery en Terry Thompson. Dit werd een hit en werd vele malen gecoverd, waaronder in 1962 door Bobby Vee en zowel The Hollies als The Rolling Stones in 1964. Op 11 februari 1964 was de Muscle Shoals ritmesectie het voorprogramma in het Washington Coliseum tijdens het eerste Amerikaanse concert van The Beatles die ook enkele nummers van Arthur Alexander hadden gecoverd.
Door dit succes was Hall in staat een grotere studio te beginnen. Het eerste nummer wat hij daar opnam, was in 1964 Steal Away van Jimmy Hughes dat ook een hit werd. De Muscle Shoals Sound was geboren. In 1965 verliet de eerste ritmesectie Muscle Shoals uit onvrede over de lage betaling en vertrok naar Nashville, Tennessee om een eigen studio te beginnen.
De nieuwe studioband bestond daarna uit Jimmy Johnson, Roger Hawkins, Barry Beckett en David Hood. Later zouden ook onder meer Spooner Oldham, Donnie Fritts en Pete Carr deel uitmaken van de studioband. Zij zouden bekend worden als The Swampers, een bijnaam die hen werd gegeven door Leon Russell.
Opmerkelijk was dat de studio veel zwarte muzikanten opnam met een blanke studioband in het Alabama waar kort daarvoor pas een einde was gekomen aan rassenscheiding en waar nog steeds veel weerstand was tegen desegregatie. Dat de band achter de zwarte artiesten van Muscle Shoals blank was, was weinig bekend. Zo vroeg Paul Simon aan Al Bell, mede-eigenaar van Stax Records, of hij kon werken met de zwarte muzikanten die hadden meegewerkt diens I'll Take You There dat in 1972 werd uitgevoerd door The Staple Singers. Het antwoord van Bell zou zijn geweest That can happen, except these guys are mighty pale.
In 1965 nam Hall When a Man Loves a Woman op van de lokale zanger Percy Sledge. Hall regelde hiervoor een distributiedeal met Atlantic Records onder Jerry Wexler. Het werd de eerste nummer-1-hit in onder meer de Billboard Hot 100 uit Muscle Shoals en hiermee begon de relatie tussen FAME en Atlantic, geholpen door de in begin 1966 bekoelde relatie tussen Atlantic en Stax. Daarmee kwamen er ook artiesten van buiten de regio, zoals Wilson Pickett die bij FAME in 1966 onder meer een cover opnam van Land of 1000 Dances. Pickett wist aanvankelijk niet wat hij met Hall aan moest, die hij zag als peckerwood (redneck). Hall en de studioband waren op hun beurt zenuwachtig om voor het eerst direct voor de invloedrijke Wexler te spelen, waarbij het temperament van Pickett niet meehielp. Na de eerste dag waren echter zowel Wexler als Pickett onder de indruk en werden ook Mustang Sally en Funky Broadway opgenomen.
Wexler bracht daarna andere Atlantic-artiesten, waaronder in 1967 de net getekende Aretha Franklin. Die had bij Columbia Records slecht bescheiden succes gekend en Wexler wilde terug naar haar gospel-roots. Franklin nam in FAME I Never Loved a Man the Way I Love You op, waarbij Wexler geluidstechnicus Tom Dowd had meegenomen. De opnamesessie kwam echter tot een einde doordat Ted White, de man van Franklin, zich stoorde aan trompettist Melvin Lastie die zou flirten met Franklin. Daarna kwam het nog tot een vechtpartij tussen White en Hall, waarna de relatie tussen Hall en Wexler ten einde leek te zijn. Enkele dagen later belde Wexler om de studioband naar New York te laten komen om het album verder op te nemen in de Atlantic Studios. Dit album werd een grote hit met onder meer Respect. De Swampers zouden haar daarna nog op veel van haar albums begeleiden.
Hall kwam daarna in contact met Leonard Chess van Chess Records die hem vroeg om Etta James op te nemen, zijn belangrijkste artiest. Dit moest haar comeback worden en daarvoor namen ze een nummer op van de lokale artiest Clarence Carter. Carter had het nummer uitgebracht als Tell Daddy, maar James maakte hier Tell Mama van. Het nummer werd een grote hit en betekende inderdaad haar comeback.
Duane Allman speelde in Hour Glass en na twee weinig succesvolle albums nam de band enkele nummers op in FAME om hun platenlabel Liberty Records te overtuigen hen een andere muzieksoort te laten spelen. Het label weigerde de nummers en kort daarna werd de band opgeheven. Een deel van de band bleef achter om in FAME als sessiemuzikant te spelen. Na enige tijd keerde Allman terug en werd enige tijd de belangrijkste sessiegitarist bij FAME. Zo stelde hij voor aan Wilson Pickett om Hey Jude van The Beatles te coveren. In deze periode begon Allman de muzikanten rond zich te verzamelen die later de The Allman Brothers Band zouden vormen. Dit was geen muziekstijl waarin Hall zich kon vinden en zo ging het succes van deze band aan hem voorbij.
In 1969, met artiesten als Candi Staton, Clarence Carter en Arthur Conley, tekende Hall een contract met Capitol Records. In die periode had zijn ritmesectie de Swampers besloten om voor zichzelf te beginnen met de Muscle Shoals Sound Studio, daarbij gesteund door Wexler.
Hall begon een nieuwe studioband samen te stellen, de Fame Gang met Clayton Ivey, Jesse Boyce, Freeman Brown, Harvey Thompson, Mickey Buckins, Ronnie Eades, Aaron Varnell, Harrison Calloway en Junior Lowe. Hall richtte zich daarna naast soul meer op pop- en countrymuziek, met artiesten als King Curtis, Lou Rawls, Little Richard, Joe Tex, Willie Hightower, Bobby Gentry en Mac Davis. De enorme successen van Paul Anka, Tom Jones, The Osmonds en Donny Osmond maakten dat Hall, ondanks dat hij een nieuwe studioband op moest bouwen, in 1971 door Billboard tot producer van het jaar werd verkozen.
In de jaren daarna nam hij Jerry Reed, Gus Hardin, Larry Gatlin en T.G. Sheppard, Bettye LaVette en The Nightowls op en ook lokale band Shenandoah.
In 2014 ontving hij een Grammy Trustees Award. In 2015 bracht hij zijn biografie uit: The Man from Muscle Shoals: My Journey from Shame to Fame.
Hall overleed op 2 januari 2018, op 85-jarige leeftijd, aan de gevolgen van prostaatkanker. Hij liet een vrouw, 3 zoons en 5 kleinkinderen na.